# Aleksandr Vladimirovich Bychkov
Aleksandr Vladimirovich Bychkov (tiếng Nga: Александр Владимирович Бычков; sinh ngày 1 tháng 4 năm 1988) là một kẻ giết người hàng loạt người Nga, bị kết án vì tội giết 9 người đàn ông ở Belinsky, Penza Oblast từ năm 2009 đến năm 2012.
Bychkov nhắm mục tiêu vào những người đàn ông lớn tuổi, nghiện rượu và vô gia cư xung quanh Belinsky, sau khi bị bắt, Bychkov tuyên bố đã ăn thịt các nạn nhân. Bychkov được cho là đã giết 11 người dựa trên những bằng chứng được phát hiện từ nhà của ông.

## Tiểu sử
Aleksandr Vladimirovich Bychkov sinh ngày 1 tháng 4 năm 1988, bố mẹ là Irina và Vladimir Bychkov. Gia đình Bychkov sống trong một ngôi nhà do bà nội của Aleksandr mua, gần Belinsky, hai năm sau người em trai Sergei ra đời. Irina bắt các con chăm chỉ chăm sóc vườn rau của gia đình từ khi còn nhỏ. Các cậu bé cũng bị buộc phải làm việc cho hàng xóm để kiếm tiền, cũng như thu thập phế liệu kim loại, và sẽ bị đánh đập nếu trở về nhà không có tiền. Bychkov và em trai của mình thực hiện các vụ trộm và bị bắt vài lần nhưng đều được các nạn nhân thấy tội nghiệp mà tha.
Cả cha và mẹ của Bychkov đều mắc chứng nghiện rượu; ở tuổi 40, Vladimir Bychkov đã tự sát bằng cách treo cổ. Theo những người hàng xóm, việc Vladimir nghiện rượu và tự tử là do người vợ được cho là không chung thủy.
Vào cuối những năm 2000, Sergei đã bị đánh đập dẫn đến chấn thương sọ não sau khi bị ném ra khỏi ô tô khi đang chạy. Aleksandr phải rời trường đại học để chăm sóc em trai của mình, mặc dù sống sót nhưng cuối cùng bị tàn tật.

## Giết người
Vào ngày 17 tháng 9 năm 2009, Bychkov đã thực hiện hành vi giết người đầu tiên của mình, Yevgeni Zhidkov, 60 tuổi, người mà Bychkov đã gặp tại một quán rượu địa phương. Zhidkov đã đến Belinsky để điền các tài liệu cần thiết cho việc rút tiền lương hưu từ kho lưu trữ huyện, và Bychkov đề nghị để Zhidkov ngủ lại nhà mình qua đêm. Khi cả hai đến nhà Bychkov và người đàn ông đã ngủ say, Bychkov đâm Zhidkov đến chết và phi tang xác.
Bychkov tự xưng là "Rambo", bắt đầu thực hiện nhiều vụ giết người trong vài năm sau đó, chủ yếu nhắm vào những người đàn ông nghiện rượu và vô gia cư. Anh ta sẽ dụ các nạn nhân đến nhà của mình hoặc một nơi vắng vẻ, sau đó giết họ bằng búa hoặc dao, rồi phân xác các xác chết. Thi thể được chôn ở sân sau nhà hoặc trong bãi rác của thành phố. Bychkov quyết định giết người vào những mùa ấm áp để khiến cảnh sát nghi ngờ những công nhân nhập cư tạm thời.
Bychkov cũng giết một người đàn ông do nghi ngờ về các vụ giết người và tống tiền anh ta.
Thi thể đầu tiên được tìm thấy vào năm 2010 thuộc về Sergei Berezovsky, bạn cũ của mẹ Aleksandr, Irina Bychkova. Vào tháng 9 cùng năm, hai thi thể khác đã được tìm thấy. Aleksandr Zhuplov, một người đàn ông bị bệnh tâm thần ở địa phương, bị bắt vì tội giết người vào ngày 19 tháng 9 năm 2010. Zhuplov đã thú nhận cả ba vụ giết người, trong đó anh ta bị kết tội và bị đưa vào bệnh viện tâm thần.

## Bắt giữ
Vào đêm ngày 21 tháng 1 năm 2012 Aleksandr Vladimirovich Bychkov đã đột nhập vào một cửa hàng kim khí, lấy trộm ba con dao và số tiền 9.908 rúp Nga (khoảng $315 USD vào thời điểm đó) nhưng anh ta bị bắt vài ngày sau đó. Cảnh sát đã tìm thấy tại nhà của Bychkov một cuốn nhật ký, trong đó Bychkov, tự gọi mình là "con sói đơn độc", tuyên bố chịu trách nhiệm cho 11 vụ giết người. Trong nhật ký, anh ta cũng viết rằng bắt đầu giết người sau khi bị bạn gái đuổi ra khỏi nhà.
Khi bị cảnh sát thẩm vấn, Bychkov khai rằng đã ăn gan, tim và cơ xương của nạn nhân.

## Kết án
Bychkov được chẩn đoán mắc chứng rối loạn nhân cách hỗn hợp nhưng được tuyên bố có đủ năng lực tâm thần để hầu tòa. Bychkov bị kết tội trong chín vụ giết người và một vụ trộm. Thi thể của hai nạn nhân khác được đề cập trong cuốn nhật ký đã không được tìm thấy. Vào ngày 22 tháng 3 năm 2013, Bychkov bị Tòa án Penza Oblast kết án tù chung thân.
Lyubov Zhuplova, mẹ của Aleksandr Zhuplov, đã làm đơn gửi Rashid Nurgaliyev vào thời điểm ông còn giữ chức Bộ trưởng Bộ Nội vụ Nga, yêu cầu xem xét lại trường hợp của con trai bà. Trường hợp chỉ trở nên khả thi sau khi Bychkov tuyên án.